# Prisonniers de guerre allemands en Union soviétique

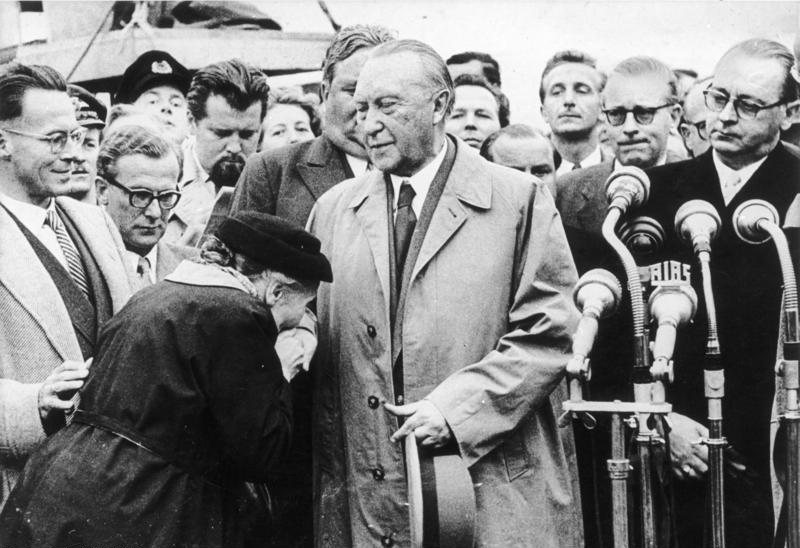
La mère d'un prisonnier remercie Konrad Adenauer à son retour de Moscou le 14 septembre 1955. Adenauer avait réussi à conclure les négociations pour le retour en Allemagne, à la fin de cette année, de 15000 civils et prisonniers de guerre allemands.

Un prisonnier de retour en 1955 annonce à une femme la mort de son fils.

Environ trois millions de prisonniers de guerre allemands avaient été capturés par l'Union soviétique pendant la Seconde Guerre mondiale, la plupart d'entre eux lors des grandes avancées de l'Armée rouge dans la dernière année de la guerre. Les prisonniers de guerre furent utilisés comme travailleurs forcés dans l'économie de guerre soviétique et lors de la reconstruction d'après-guerre. En 1950, presque tous les survivants avaient été libérés. Officiellement, le dernier prisonnier de guerre allemand survivant rentra d'URSS en 1956. Selon les archives soviétiques, 381 067 prisonniers de guerre de la Wehrmacht moururent dans les camps du NKVD (356 700 ressortissants allemands et 24 367 d'autres pays),. Les estimations allemandes évaluent le nombre de prisonniers de guerre allemands morts en URSS à environ 1 million. Elles soutiennent que, parmi ceux signalés comme disparus, beaucoup étaient en fait morts comme prisonniers de guerre.

## Prisonniers de guerre allemands en URSS
Dans les premiers mois de la guerre germano-soviétique, peu d'Allemands avaient été capturés par les forces soviétiques. Après la bataille de Moscou et la retraite des forces allemandes, le nombre de prisonniers dans les camps soviétiques pour prisonniers de guerre (souvent d'anciens camps du Goulag dont les détenus - Zeks - avaient été soit enrôlés dans l'Armée rouge, soit transférés plus à l'est) augmenta pour atteindre les 120 000 au début de 1942. 
Quand la 6e armée allemande se rendit lors de la bataille de Stalingrad, 91 000 des survivants devinrent des prisonniers de guerre, portant leur nombre à 170 000 au début de 1943. Affaiblis par la malnutrition et mal équipés pour l'hiver russe, beaucoup gelèrent et moururent dans les mois suivant leur capture à Stalingrad ; seuls environ 6 000 d'entre eux survécurent et purent être rapatriés après la guerre,. Comme la situation économique désespérée de l'Union soviétique s’améliora en 1943, le taux de mortalité dans les camps de prisonniers de guerre diminua de manière drastique. Au même moment, les prisonniers de guerre devinrent une source importante de travailleurs pour l'économie soviétique manquant de main-d'œuvre. Avec la formation du « Comité national pour une Allemagne libre » et la «Ligue des officiers allemands », les prisonniers de guerre procommunistes obtinrent plus de privilèges et de meilleures rations.
À la suite de l'opération Bagration et l'effondrement de la partie sud du front de l'Est, le nombre de prisonniers de guerre allemands doubla presque dans la deuxième moitié de 1944. Dans les premiers mois de 1945, l'Armée Rouge avança jusqu'à la rivière Oder et jusqu’aux Balkans. Là encore, le nombre de prisonniers de guerre s’accrut pour atteindre 2 000 000 en avril 1945.

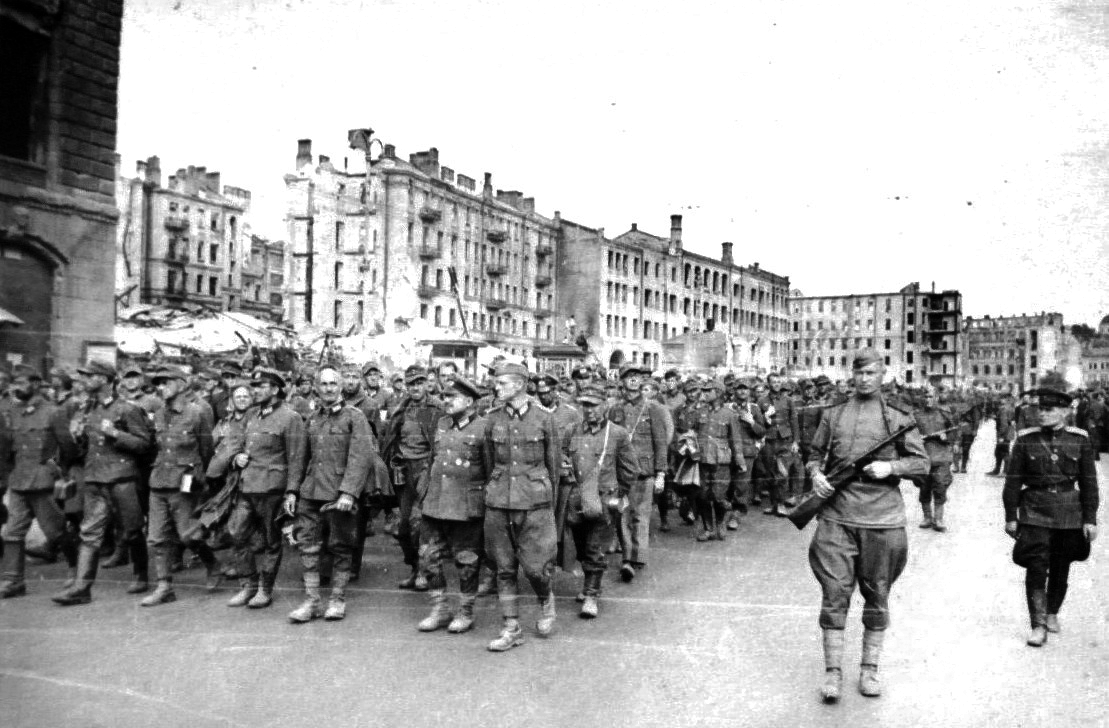
Soldats allemands prisonniers de guerre sous garde soviétique dans les rues de Kiev.

Selon les archives soviétiques, 2,8 millions de membres de la Wehrmacht étaient détenus comme prisonniers de guerre par l'Union soviétique à la fin de la guerre. Un grand nombre de prisonniers de guerre allemands fut libéré à la fin de 1946 : l'Union soviétique détenait alors moins de prisonniers que le Royaume-Uni et la France réunis. Avec la création en octobre 1949 d'un État allemand pro-soviétique dans la zone d'occupation soviétique en Allemagne, la République démocratique allemande (RDA), tous les prisonniers de guerre furent libérés et rapatriés, à l'exception de 85 000. La plupart des prisonniers encore détenus avaient été reconnus comme criminels de guerre et nombre d'entre eux avaient été condamnés à de longues peines dans des camps de travail forcé, généralement de 25 ans. Ce ne fut qu’en 1956 que le dernier de ces Kriegsverurteilte fut rapatrié, à la suite de l'intervention du chancelier ouest-allemand Konrad Adenauer à Moscou,.
L'historien britannique Richard Overy estime que 356 000 sur les 2 880 000 prisonniers de guerre allemands moururent dans des camps de travail soviétiques. Selon Anne Applebaum, 570 000 prisonniers de guerre de l’Axe moururent en détention en Union Soviétique et les vrais totaux pourraient être plus élevés : « Dans les quelques mois de 1943, le taux de mortalité chez les prisonniers de guerre capturés avoisinait les 60 %... un taux de mortalité similaire avait prévalu parmi les soldats soviétiques en captivité en Allemagne : la guerre germano-soviétique était vraiment une lutte à mort. » Une commission ouest-allemande a estimé que près d'un million de prisonniers allemands étaient morts dans les camps soviétiques entre 1941 et 1952.
Selon Edward N. Peterson (en), les États-Unis choisirent de remettre plusieurs centaines de milliers de prisonniers allemands à l'Union soviétique en mai 1945 comme « geste d'amitié ». Niall Ferguson soutient que de nombreuses unités allemandes avaient cherché à se rendre aux Américains, de préférence à d'autres forces alliées, et en particulier à l'Armée Rouge. Heinz Nawratil (en) soutient que les forces américaines refusèrent la capitulation des troupes allemandes en Saxe et en Bohême, et à la place les ont remises à l'Union soviétique.
Des milliers de prisonniers furent transférés aux autorités soviétiques depuis les camps de prisonniers de guerre à l'Ouest : on sait par exemple que 6 000 officiers allemands furent envoyés depuis l'Ouest au camp de concentration de Sachsenhausen, qui était à l'époque l'un des camps spéciaux du NKVD et à partir duquel il est connu qu'il y avait des transferts plus à l'est vers la Sibérie.

## Estimations allemandes

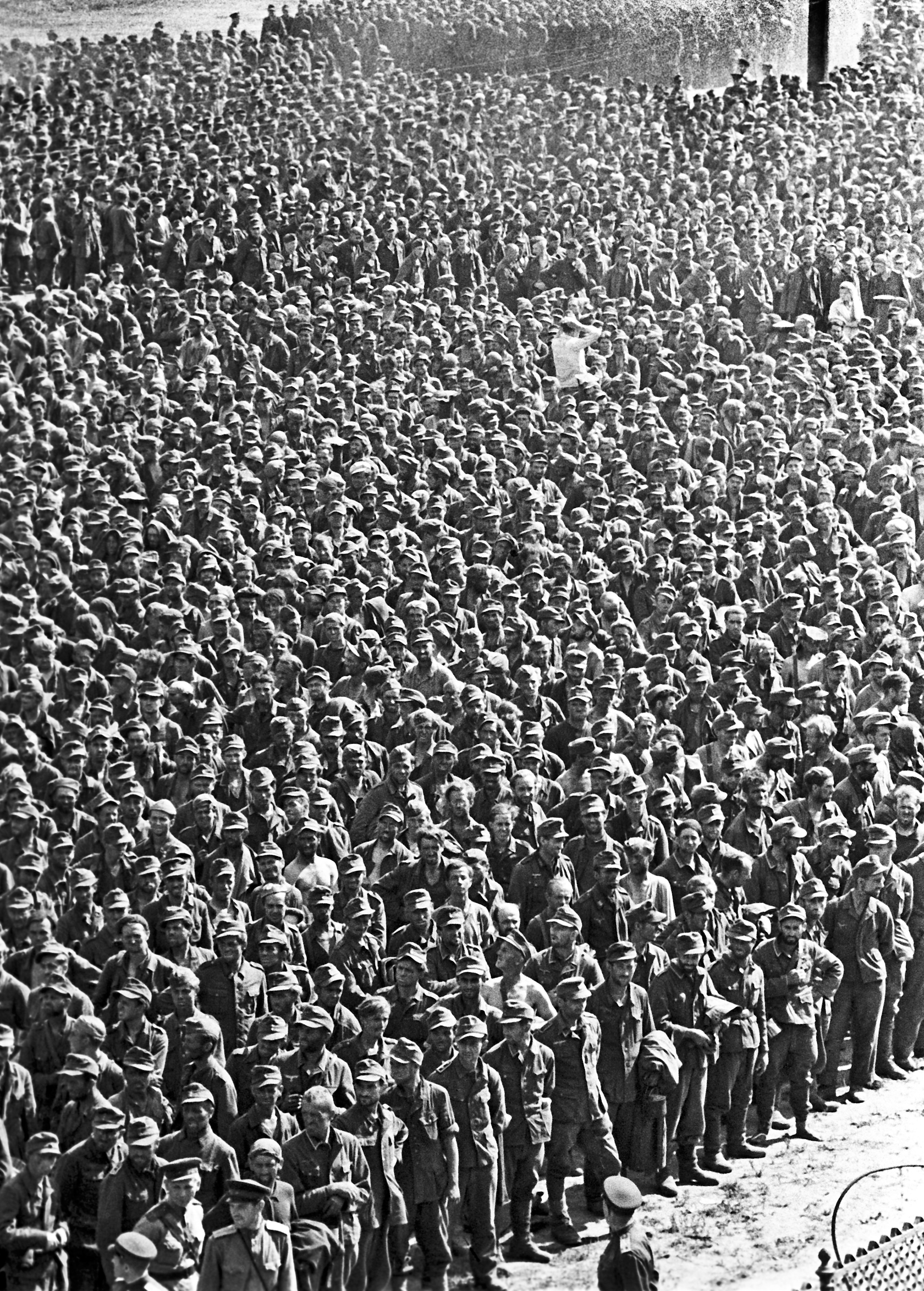
Prisonniers de guerre allemands à Moscou (1944)

Le gouvernement ouest-allemand mit en place la commission Maschke pour enquêter sur le sort des prisonniers de guerre allemands durant la guerre. Dans son rapport de 1974, elle constata que pour près de 1,2 million de militaires allemands portés disparus, le plus probable était qu’ils étaient morts comme prisonniers de guerre, dont 1,1 million en URSS. L'historien allemand Rüdiger Overmans évalue le nombre de prisonniers de guerre allemands morts en captivité en Union soviétique à 1,0 million. Sur la base de ses recherches, Overmans estime que la mort de 363 000 prisonniers de guerre en captivité en URSS peut être confirmée par les fichiers de la Deutsche Dienststelle (WASt). Il soutient qu'il semble tout à fait plausible, bien que non prouvable, que 700 000 militaires allemands répertoriés comme disparus soient effectivement morts en détention dans des camps soviétiques,.
Selon la section de la Croix-Rouge allemande chargée de tracer les captifs, 1 300 000 militaires allemands sont toujours officiellement portés disparus; on soupçonne que la plupart sont décédés comme prisonniers de guerre,.
| Année | Trimestre | Nombre de prisonniers de guerre allemands |
| ----- | --------- | ----------------------------------------- |
| 1941  | IV        | 26 000                                    |
| 1942  | I         | 120 000                                   |
|       | II        | 120 000                                   |
|       | III       | 110 000                                   |
|       | IV        | 100 000                                   |
| 1943  | I         | 170 000                                   |
|       | II        | 160 000                                   |
|       | III       | 190 000                                   |
|       | IV        | 200 000                                   |
| 1944  | I         | 240 000                                   |
|       | II        | 370 000                                   |
|       | III       | 560 000                                   |
|       | IV        | 560 000                                   |
| 1945  | I         | 1 100 000                                 |
|       | II        | 2 000 000                                 |
|       | III       | 1 900 000                                 |
|       | IV        | 1 400 000                                 |
| 1946  | IV        | 1 100 000                                 |
| 1947  | IV        | 840 000                                   |
| 1948  | IV        | 500 000                                   |
| 1949  | IV        | 85 000                                    |
| 1950  | IV        | 29 000                                    |

Source du tableau: Rüdiger Overmans, Soldaten hinter Stacheldraht. Deutsche Kriegsgefangene des Zweiten Weltkriege. Ullstein., 2000 Page 246

## Statistiques soviétiques
Ci-dessous, le nombre total de prisonniers de guerre allemands de la Wehrmacht rapportés par le NKVD en date du 22 avril 1956 (en excluant les citoyens de l'URSS qui servaient dans Wehrmacht). Les Soviétiques considéraient les Allemands originaires d'Europe de l'Est enrôlés par l'Allemagne comme des ressortissants de leur pays de résidence avant la guerre, par exemple les Allemands des Sudètes furent considérés comme des Tchèques.
| Nationalité           | Nombre total de prisonniers de guerre | Libérés et rapatriés | Morts en captivité |
| --------------------- | ------------------------------------- | -------------------- | ------------------ |
| Allemands             | 2 388 443                             | 2 031 743            | 356 700            |
| Autrichiens           | 156 681                               | 145 790              | 10 891             |
| Tchèques et Slovaques | 69 977                                | 65 954               | 4 023              |
| Français              | 23 136                                | 21 811               | 1 325              |
| Yougoslaves           | 21 830                                | 20 354               | 1 476              |
| Polonais              | 60 277                                | 57 149               | 3 128              |
| Néerlandais           | 4 730                                 | 4 530                | 200                |
| Belges                | 2 014                                 | 1 833                | 181                |
| Luxembourgeois        | 1 653                                 | 1 560                | 93                 |
| Espagnols             | 452                                   | 382                  | 70                 |
| Danois                | 456                                   | 421                  | 35                 |
| Norvégiens            | 101                                   | 83                   | 18                 |
| Autres                | 3 989                                 | 1 062                | 2 927              |
| Total de la Wehrmacht | 2 733 739                             | 2 352 671            | 381 067            |
| %                     | 100 %                                 | 86,1 %               | 13,9 %             |